# Lotyšsko na Letních olympijských hrách 1936
Lotyšsko se účastnilo Letní olympiády 1936 v německém Berlíně. Zastupovalo ji 29 mužů v 6 sportech.

## Medailisté
| Medaile | Jméno             | Sport    | Soutěž                     |
| ------- | ----------------- | -------- | -------------------------- |
| Stříbro | Edvins Bietags    | Zápas    | muži řecko-římský do 87 kg |
| Bronz   | Adalberts Bubenko | Atletika | Muži chůze 50 km           |